# Maison des syndicats (Moscou)
La Maison des syndicats (russe : Дом Союзов) (également appelé Palais des Syndicats) est un bâtiment historique de l'arrondissement Tverskoï, dans le centre de Moscou, en Russie. Il est situé au coin des rues Bolchaïa Dmitrovka et Okhotny Riad.

## Histoire
Le premier bâtiment à cet emplacement a été construit au début des années 1770 et appartenait à l'origine au gouverneur général de Moscou, Vassili Dolgorouki-Krymski. En 1784, il fut acheté par l'Assemblée de la noblesse de Moscou (Благородное собрание) pour servir de lieu d'assemblée, de réunions, et de bal à la noblesse russe.

### Ère soviétique
Après la révolution d'Octobre, le bâtiment a été affecté au Conseil des syndicats de Moscou, d'où son nom actuel.
Pendant l'ère soviétique, il servait principalement de lieu pour d'importants événements officiels, comme les congrès et les conférences du Parti communiste et les cérémonies  gouvernementales de remise de prix, ainsi que de salle de concert pour des concerts de musique classique et populaire, notamment ceux d'Emil Gilels, Guennadi Rojdestvenski, Klavdia Chouljenko et Lev Lechtchenko.
Son importance politique s'est étendue aux funérailles d'État pour les hauts fonctionnaires et les dirigeants. Les dépouilles de Vladimir Lénine, Joseph Staline, Léonid Brejnev, Konstantin Tchernenko, Iouri Andropov et Mikhaïl Souslov ont toutes été exposées dans la salle des colonnes avant leur inhumation dans la nécropole du mur du Kremlin sur la place Rouge. Celle de Mikhaïl Gorbatchev, dernier dirigeant de l'Union soviétique, a également été exposée dans cette salle après sa mort en 2022 ; il a été inhumé au cimetière de Novodievitchi à Moscou à côté de sa femme Raïssa, conformément à sa volonté.
La Maison des syndicats a également été le théâtre des célèbres procès de Moscou de 1931 (procès dit du bureau fédéral du comité central du parti menchevik), 1936, 1937 et 1938.

## Architecture

### Salle des colonnes

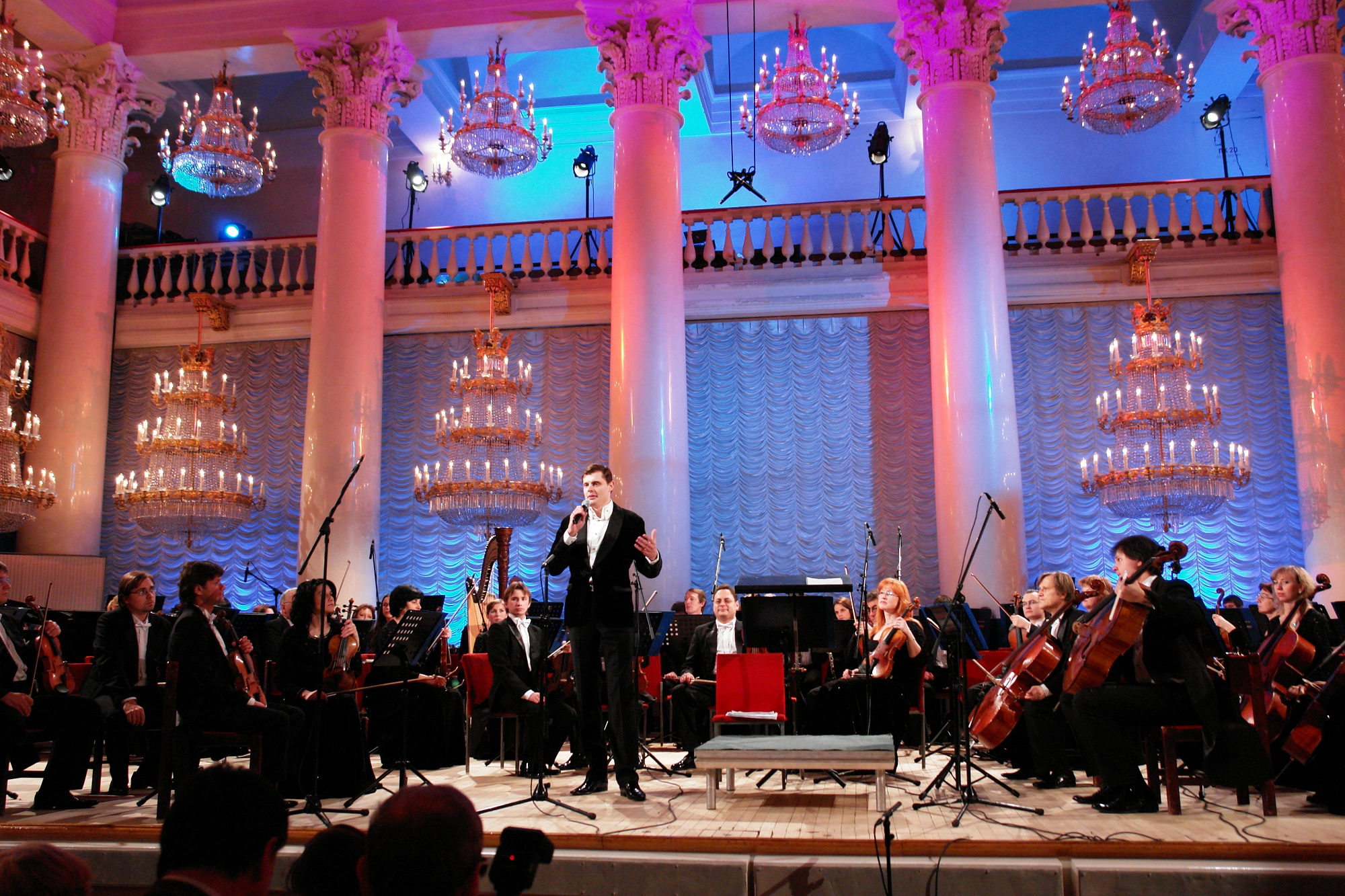
Un concert dans la salle des colonnes

Entre 1784 et 1787, le bâtiment d'origine a été repensé et reconstruit par l'architecte russe Matveï Kazakov. En particulier, Kazakov a ajouté la monumentale « salle des colonnes » (Колонный зал) à la place de la cour intérieure du bâtiment. La salle tire son nom des 28 colonnes corinthiennes qui la soutiennent, toutes de bois et peintes en faux marbre blanc.
En 1860, la Société musicale russe lança une tradition de concerts symphoniques dans cette salle sous la baguette de Nikolaï Rubinstein.
Aujourd'hui, l'aspect du bâtiment reste encore très proche de l'original de Kazakov, malgré de nombreuses modifications extérieures (dont la dernière a été réalisée en 1903-1908).

### Autres salles
Le bâtiment abrite plusieurs autres grandes salles telles que le salon d'Octobre, le salon rond, la salle des banquets et de nombreux autres salons.